# アンジェロ・バダラメンティ
アンジェロ・バダラメンティ（Angelo Badalamenti、1937年3月22日 - 2022年12月11日）は、アメリカ合衆国の映画音楽の作曲家。

## 経歴
1937年3月22日、ニューヨーク・ブルックリン区に生まれる。シチリア島出身で魚市場の所有者の父親と主婦の母親を両親にもつ。8歳の頃からピアノのレッスンを受けており、クラシック音楽を聴いて育った。イーストマン音楽学校で学んだのち、マンハッタン音楽学校で修士号を取得した。1970年代には、コマーシャルのジングルの作曲や歌手への楽曲提供によって、生計を立てていた。
1986年、デヴィッド・リンチ監督の映画『ブルーベルベット』の音楽を手がけたことにより、成功を収める。その後、『ワイルド・アット・ハート』や『ロスト・ハイウェイ』、『マルホランド・ドライブ』でもリンチと組んでいる。
2022年12月11日に亡くなる。85歳没。

## フィルモグラフィ

### 映画
- 『ブルーベルベット』 - Blue Velvet （1986年）
- 『エルム街の悪夢3 惨劇の館』 - A Nightmare on Elm Street 3: Dream Warriors （1987年）
- 『タフガイは踊らない』 - Tough Guys Don't Dance （1987年）
- 『ウィーズ』 - Weeds （1987年）
- 『今ひとたび』 - Cousins （1989年）
- 『ナショナル・ランプーン/クリスマス・バケーション』 - Christmas Vacation （1989年）
- 『ウィンター・テイル』 - Wait Until Spring, Bandini （1989年）
- 『ワイルド・アット・ハート』 - Wild at Heart （1990年）
- 『迷宮のヴェニス』 - The Comfort of Strangers （1990年）
- 『ツイン・ピークス/ローラ・パーマー最期の7日間』 - Twin Peaks: Fire Walk with Me （1992年）
- 『魔界世紀ハリウッド』 - Witch Hunt （1994年）
- 『ロスト・チルドレン』 - La cité des enfants perdus （1995年）
- 『ロスト・ハイウェイ』 - Lost Highway （1997年）
- 『インモラル・ビーチ 灼熱の貞操帯』 - The Blood Oranges （1997年）
- 『隣人は静かに笑う』 - Arlington Road （1999年）
- 『ホーリー・スモーク』 - Holy Smoke （1999年）
- 『ストレイト・ストーリー』 - The Straight Story （1999年）
- 『人妻』 - Forever Mine （1999年）
- 『ザ・ビーチ』 - The Beach （2000年）
- 『マルホランド・ドライブ』 - Mulholland Dr. （2001年）
- 『カンニバルシスターズ』 - Suspended Animation （2001年）
- 『デュラス 愛の最終章』 - Cet amour-là （2001年）
- 『ジュリー・ジョンソンの脱主婦宣言』 - Julie Johnson （2001年）
- 『ボブ・クレイン 快楽を知ったTVスター』 - Auto Focus （2002年）
- 『セクレタリー』 - Secretary （2002年）
- 『キャビン・フィーバー』 - Cabin Fever （2002年）
- 『戦場のレジスタンス』 - Resistance （2003年）
- 『エリート養成機関 ナポラ』 - Napola （2004年）
- 『ロング・エンゲージメント』 - Un long dimanche de fiançailles （2004年）
- 『ダーク・ウォーター 』 -Dark Water （2005年）
- 『ウィッカーマン』 - The Wicker Man （2006年）
- 『ザ・エッジ・オブ・ウォー 戦火の愛』 - The Edge of Love （2008年）
- 『25年目の弦楽四重奏』 - A Late Quartet （2012年）
- 『スターリングラード 史上最大の市街戦』 - Stalingrad （2013年）

### テレビ映画
- 『レイス・オブ・ヘブン 天のろくろ』 - Lathe of Heaven （2002年）
- 『危険な関係』 - Les liaisons dangereuses （2003年）

### テレビドラマ
- 『ツイン・ピークス』 - Twin Peaks （1990年 - 1991年）
- 『オン・ジ・エアー』 - On the Air （1992年）

## 受賞
- 1992年 - 第8回インディペンデント・スピリット賞音楽賞（『ツイン・ピークス/ローラ・パーマー最期の7日間』）
- 1993年 - 第19回サターン音楽賞（『ツイン・ピークス/ローラ・パーマー最期の7日間』）[6]
- 2011年 - 第26回米国作曲家作詞家出版者協会 - ヘンリー・マンシーニ賞[7]